# Molophilus (Molophilus) lewis
Molophilus (Molophilus) lewis is een tweevleugelige uit de familie steltmuggen (Limoniidae). De soort komt voor in het Australaziatisch gebied.